# Émotions (album de Jul)
Pour les articles homonymes, voir Emotion (homonymie).
Albums de Jul
My World
(2015) L'Ovni
(2016)
Singles
1. Émotions
Sortie : 11 juin 2016
2. Allez le sang
Sortie : 24 juin 2016
3. Mon bijou
Sortie : 15 juillet 2016

Émotions est le cinquième album studio du rappeur français Jul, sorti le 24 juin 2016 via le label D'or et de platine.

## Genèse
Jul a annoncé quatre projets pour l'année 2016. L'album sort après la réédition de son précédent album My World paru en février 2016 ainsi que son Album gratuit Vol. 1 sorti en avril de la même année.

## Accueil commercial
Une semaine après sa sortie, l'album s'écoule à plus de 40 000 exemplaires. Il devient disque d'or une semaine plus tard, soit deux semaines après sa sortie en atteignant le cap des 50 000 ventes. L'album se classe numéro un des ventes en France durant ces deux premières semaines en juin 2016, et est certifié triple disque de platine avec (300 000 exemplaires vendus) en février 2017. Le single Mon bijou est certifié single de diamant.
L'album est certifié disque de diamant en octobre 2023.

## Clips vidéo
- Émotions : 11 juin 2016
- Allez le sang : 24 juin 2016
- Mon bijou : 15 juillet 2016

## Liste des titres
| No  | Titre                               | Durée |
| --- | ----------------------------------- | ----- |
| 1.  | Je trace ma route                   | 3:03  |
| 2.  | Allez le sang                       | 2:34  |
| 3.  | Je pense à eux                      | 2:49  |
| 4.  | J'attends                           | 3:15  |
| 5.  | Rien à cirer                        | 4:29  |
| 6.  | Émotions                            | 3:10  |
| 7.  | Mon bijou                           | 3:00  |
| 8.  | Je picole                           | 3:03  |
| 9.  | Mon poto                            | 3:16  |
| 10. | La classe                           | 3:12  |
| 11. | Fusiller                            | 6:51  |
| 12. | Mon petit                           | 3:44  |
| 13. | Ciro                                | 2:46  |
| 14. | On est trop (avec Ghetto Phénomène) | 4:11  |
| 15. | Vivre mes rêves                     | 4:30  |
| 16. | Toujours la dalle                   | 3:17  |
| 17. | C'est rien                          | 3:29  |
| 18. | Traître (avec Wanted)               | 2:50  |
| 19. | C'est pas beau                      | 2:55  |
| 20. | Où je vais                          | 2:29  |

## Titres certifiés
- Je trace ma route  Or
- Allez le sang  Or[8]
- J'attends  Or[9]
- Émotions  Platine[10]
- Mon bijou  Diamant[11]
- Je picole  Or[12]
- Mon poto  Or[13]
- La classe  Diamant[14]
- Fusiller  Or[15]
- On est trop (avec Ghetto Phénomène)  Platine[16]
- C'est pas beau  Or[17]

## Ventes et certifications
| Région        | Certification | Ventes/Streams |
| ------------- | ------------- | -------------- |
| France (SNEP) | Diamant       | 500 000        |